# Школа № 103 (Одесса)
Средняя общеобразовательная школа № 103 — общеобразовательное учебное заведение г. Одессы. Расположена по адресу: ул. Болгарская, 31, в центре Молдаванки.
Одна из самых многонациональных на Украине, учащиеся около ста национальностей. Преподавание ведётся на русском языке. В школе свыше 600 учащихся.
В 2012 году школа отметила своё 75-летие.
Директор — Татьяна Гончарова.

## Известные выпускники
- Архиепископ Пензенский и Кузнецкий Филарет[1].
- Литературовед Лариса Матрос[3].
- Российский спортивный журналист Сергей Владимирович Подгорный.